# بخش رودر پریاگ
بخش رودر پریاگ (به انگلیسی: Rudraprayag district) یک بخش در هند است که در اوتاراکند واقع شده‌است. بخش رودر پریاگ ۲٬۴۳۹ کیلومتر مربع مساحت و ۲۲۷٬۴۳۹ نفر جمعیت دارد.